# Bloch MB.170

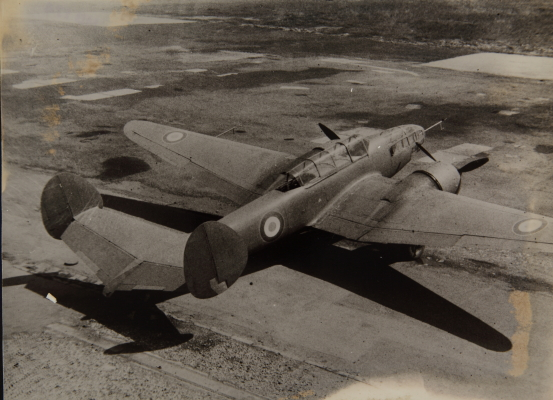
Bloch MB.174

Блок MB.170 (фр. Bloch MB.170) — семейство французских цельнометаллических лёгких бомбардировщиков и разведчиков Второй мировой войны. Самолёт разработан в конструкторском бюро фирмы «Société des Avions Marcel Bloch» под руководством Анри Деплана (фр. Henri Déplante). Первый полёт опытный самолёт MB.170.01 совершил 15 февраля 1938 года в Виллакублэ. Серийное производство было разделено: завод SNCAO в Бордо делал центроплан, завод SNCAO в Нанте — консоли крыла, завод «Энтерпризе индустриель Шарентези» в Отре — кормовую часть фюзеляжа и завод SNCASO в Рошфор-сюр-Мере делал хвостовое оперение. Готовый самолёт собирался на заводе SNCASO в Бордо. До капитуляции Франции серийное производство продолжалось с ноября 1939 года по май 1940 года; после войны с октября 1946 по 1950 год было возобновлено мелкосерийное производство модификации MB.175T. Всего построено 163 самолёта.
На вооружение ВВС Франции самолёт поступил в феврале 1940 года. В боевых действиях самолёты впервые были применены в Битве за Францию в качестве разведчиков и бомбардировщиков. В 1940 году на модификации MB.174 совершил несколько боевых вылетов Антуан де Сент-Экзюпери. В Тунисе с ноября 1942 по июнь 1943 года использовались в боях с немцами. Последний MB.175 был снят с вооружения в авиашколе в Рошфорте (фр. Rochefort) в 1960 году.

## Тактико-технические характеристики
Приведённые ниже характеристики соответствуют модификации MB.174A.3:
Источник данных: "Уголок неба"

Технические характеристики
- Экипаж: 3 человека
- Длина: 12,25 м
- Размах крыла: 17,9 м
- Высота: 3,55 м
- Площадь крыла: 38,0 м²
- Масса пустого: 5 600 кг
- Нормальная взлётная масса: 7 160 кг
- Силовая установка: 2 × воздушных Gnome et Rhône 14N-20/21
- Мощность двигателей: 2 × 1030 л.с. (2 × 768 кВт)

Лётные характеристики
- Максимальная скорость: 530 км/ч
- Крейсерская скорость: 400 км/ч
- Практическая дальность: 1 650 км
- Практический потолок: 11 000 м
- Скороподъёмность: 12,1 м/с
- Нагрузка на крыло: 188 кг/м² (расч.)
- Тяговооружённость: 214,5 Вт/кг (расч.)

Вооружение
- Стрелково-пушечное:  
  - 2 × 7,5 мм пулемёта MAC 1934 неподвижно в корне крыла
  - 2 × 7,5 мм пулемёта MAC 1934 в верхнефюзеляжной точке
  - 3 × 7,5 мм пулемёта MAC 1934 турельных, в нижней части фюзеляжа
- Боевая нагрузка: до 400 кг бомб
- Бомбы: 8 × 40 кг (обычная нагрузка)